# Марк Емилий Скавър (претор 56 пр.н.е.)
Вижте пояснителната страница за други личности с името Марк Емилий Скавър.
Марк Емилий Скавър Млади (на латински: Marcus Aemilius Scaurus) е политик на Римската република през 1 век пр.н.е.

## Биография
Произлиза от фамилията Емилии и е син на Марк Емилий Скавър Старши (консул 115 пр.н.е.) и втората му съпруга Цецилия Метела Далматика. Когато баща му умира († 88 пр.н.е.), майка му става четвъртата съпруга на Луций Корнелий Сула. Брат е на Емилия Скавра, която става втората съпруга на Помпей Велики.
През Третата Митридатова война той е назначен от Помпей, когато е военачалник (66 – 63 пр.н.е.), за негов военен трибун. По време на похода Скавър e квестор и отговаря за регион Юдея.
След завръщането му в Рим той се жени за разведената от Помпей Муция Терция. През 58 пр.н.е. става едил и 56 пр.н.е. претор и проретор – управител на провинция Сардиния. Кандидатурата му за консул не успява, заради скандал за подкупи в Сардиния. Следващата година, въпреки защитата му от Цицерон по време на процеса е осъден и отива в екзил.
Скавър е много богат, особено от наследството му от втория му баща Сула. През 74 пр.н.е. си строи къща, която и днес е запазена.
Неговият син със същото име Марк Емилий Скавър придружава полубрат си Секст Помпей (син на Помпей Велики и Муция) в бягството му след загубата на морската битка при Миле (36 пр.н.е.) в Сицилия с Агрипа, но през 35 пр.н.е. го издава на Марк Антоний. Участва в битката при Акциум (31 пр.н.е.) на страната на Антоний. След това Октавиан го помилва по молба на майка му Муция. С неговия син оратор и поет Мамерк Емилий Скавър († 34 пр.н.е.) фамилията умира.